# Graciela Sverdlick
Graciela Sverdlick (Buenos Aires, 1962 - 1 de julio de 2009) fue una escritora argentina. En 1990 ganó el Premio Nacional de la Fundación El Libro con su cuento La calle de los perdidos.